# Јадранко Прлић
Јадранко Прлић (хрв. Jadranko Prlić; Ђаково, 10. јун 1959) хрватски је политичар који је био на функцији председника Владе Хрватске Републике Херцег-Босне, непризнатог ентитета у саставу Босне и Херцеговине, између 1993. и 1996. године. Такође је био федерални министар одбране (1994—1996) и министар вањских послова након Дејтонског споразума (1997—2001).
Прлића је у мају 2013. године Хашки трибунал осудио на 25 година затвора за ратне злочине над Бошњацима током бошњачко–хрватског рата.

## Детињство, младост и образовање
Око 1975. ступио је у Савез комуниста Југославије. Године 1987. докторирао је на Економском факултету у Сарајеву. Прошао је све степене пре него што је постао редовни професор. Прлић је 1989. године постао потпредседник Извршног већа СР Босне и Херцеговине. Током и непосредно након избора 1990. године био је на функцији вршиоца дужности председника Владе Босне и Херцеговине. Почетком марта 1992. отпутовао је у САД да проучава амерички приступ тржишној економији. По повратку у Мостар који је био под опсадом, придружио се Хрватском вијећу обране и активно учествовао у рату у Босни и Херцеговини.